# Захария Постник
Захария Постник, или Захария Печерский (XIII—XIV) — преподобный Русской православной церкви, постник Киево-печерский.

## Биография
О детстве и мирской жизни его сведений практически не сохранилось, да и прочие биографические сведения о нём очень скудны и отрывочны, а порой и противоречивы. Так в Русском биографическом словаре под редакцией Половцева, который, по всей видимости опирался на Киево-Печерский Патерик и Житие святых по изложению святого Димитрия Ростовского, говорится, что Захария Постник жил в XI веке:
«… отец его, киевлянин Иоанн, перед смертью своею поручил своего малолетнего сына Захарию другому киевлянину Сергию и оставил ему в наследство большую сумму денег. Когда Захария достиг 15-летнего возраста и стал просить своего наследства, то Сергий сказал, что никакого наследства ему не оставлено; однако ложь была чудесным образом обнаружена, и Сергий наказан, а Захария все наследство отдал в Киево-Печерский монастырь…»
Более современные исследователи пришли к выводу, что Захария Постник и Захария, сын Иоанна — не одно лицо; в Православной энциклопедии и в «Энциклопедии Древо» время жизни преподобного Захарии отнесено к XIII—XIV вв.
Преподобный Захария Постник принял иночество в Киево-Печерский монастырь, где до самой смерти подвизался в строгом постничестве: не ел ничего печёного и варёного, питался малым количеством зелени и то только по заходе солнца.
Согласно дошедшим до нас преданиям: «бесы страшились даже имени его, сам же он удостоен был видения ангелов».
Мощи его почивают в Дальних пещерах Киево-Печерской лавры.
Память его чтится 28 августа, 24 марта в Соборе преподобных отцев Киево-Печерских, в Дальних (Феодосиевых) пещерах почивающих и во вторую неделю (воскресение) Великого поста в Соборе всех преподобных отцов Киево-Печерских.